# Dị giới

Minh họa về một "thế giới khác"

Dị giới hay Biệt thế giới hay Thế giới khác (tiếng Anh: Otherworld) là thuật ngữ chung trong thần thoại, tôn giáo hay các tác phẩm văn học kỳ ảo, chỉ một thế giới khác với thế giới của loài người. Trong lịch sử tôn giáo Ấn-Âu, khái niệm về dị giới được tái dựng trong thần thoại so sánh. Tên của nó là một Calque của Orbis alius (tiếng Latinh có nghĩa là "thế giới/phía bên kia"), một thuật ngữ được Lucan sử dụng trong mô tả của ông về Thế giới khác của người Celtic. Các khái niệm tôn giáo, thần thoại hoặc siêu hình có thể so sánh được, chẳng hạn như vương quốc của các sinh vật siêu nhiên và vương quốc của người chết, được tìm thấy trong các nền văn hóa trên khắp thế giới. Các linh hồn được cho là di chuyển giữa các thế giới hoặc các tầng tồn tại theo những truyền thống như vậy, thường dọc theo một trục như một cái cây khổng lồ, cột lều, dòng sông, sợi dây hoặc ngọn núi. 